# Вікторія (штат)
Вікторія — штат на сході Австралії; площа 277 600 км²; столиця Мельбурн; міста: Джилонг, Балларат, Бендіго; рельєф: частина Великого вододільного хребта, що проходить зі сходу на захід і включає велику частину Австралійських Альп; Гіпсландські озера, дрібні лагуни на узбережжі; виробництво: молочні продукти, тютюн, пшениця, вино, фрукти, овочі, вівчарство, м'ясне скотарство; добувається: золото, буре вугілля, нафта, газ (у Басовій протоці); населення 484 тис. (1987), 70 % у районі Мельбурна; історія: анексована для Англії капітаном Куком у 1770 році, заселена в 1830-х, стала окремою колонією в 1851 році, названа на честь королеви, стала штатом у 1901 році.

## Етимологія назви
Штат названо на честь королеви Великої Британії Вікторії, яка правила у часи створення штату.

## Географія

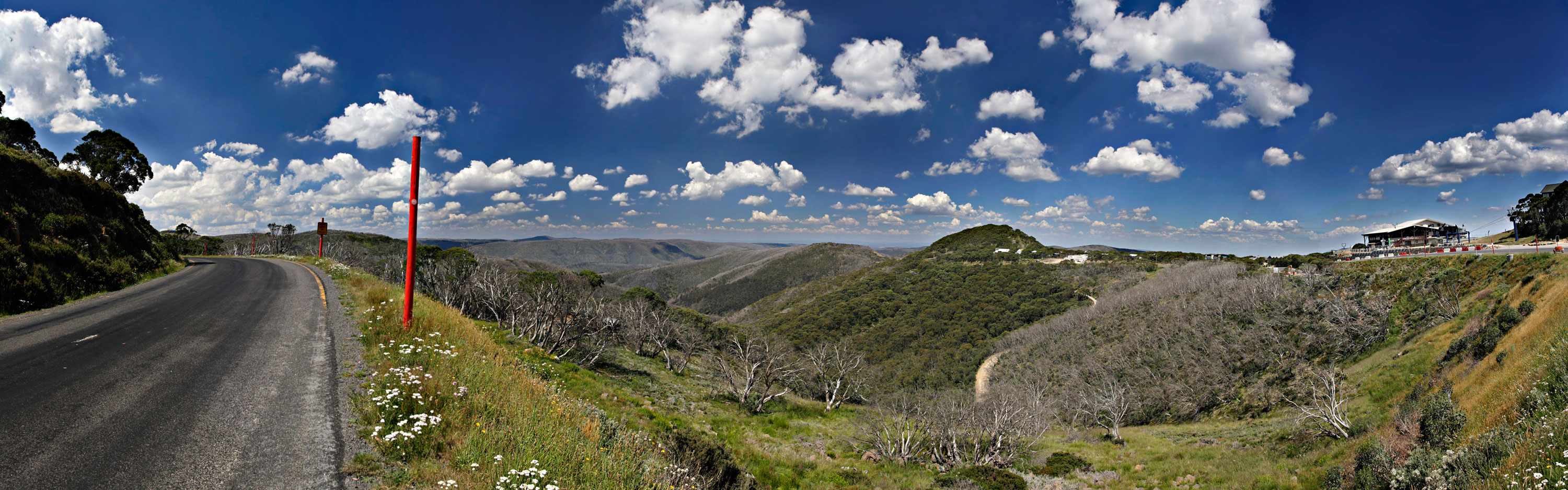
Літня панорама з гори Готем

Площа Вікторії становить 237 629 км² (6-те місце серед штатів). Найвища точка штату — гора Богонг (1986 ).

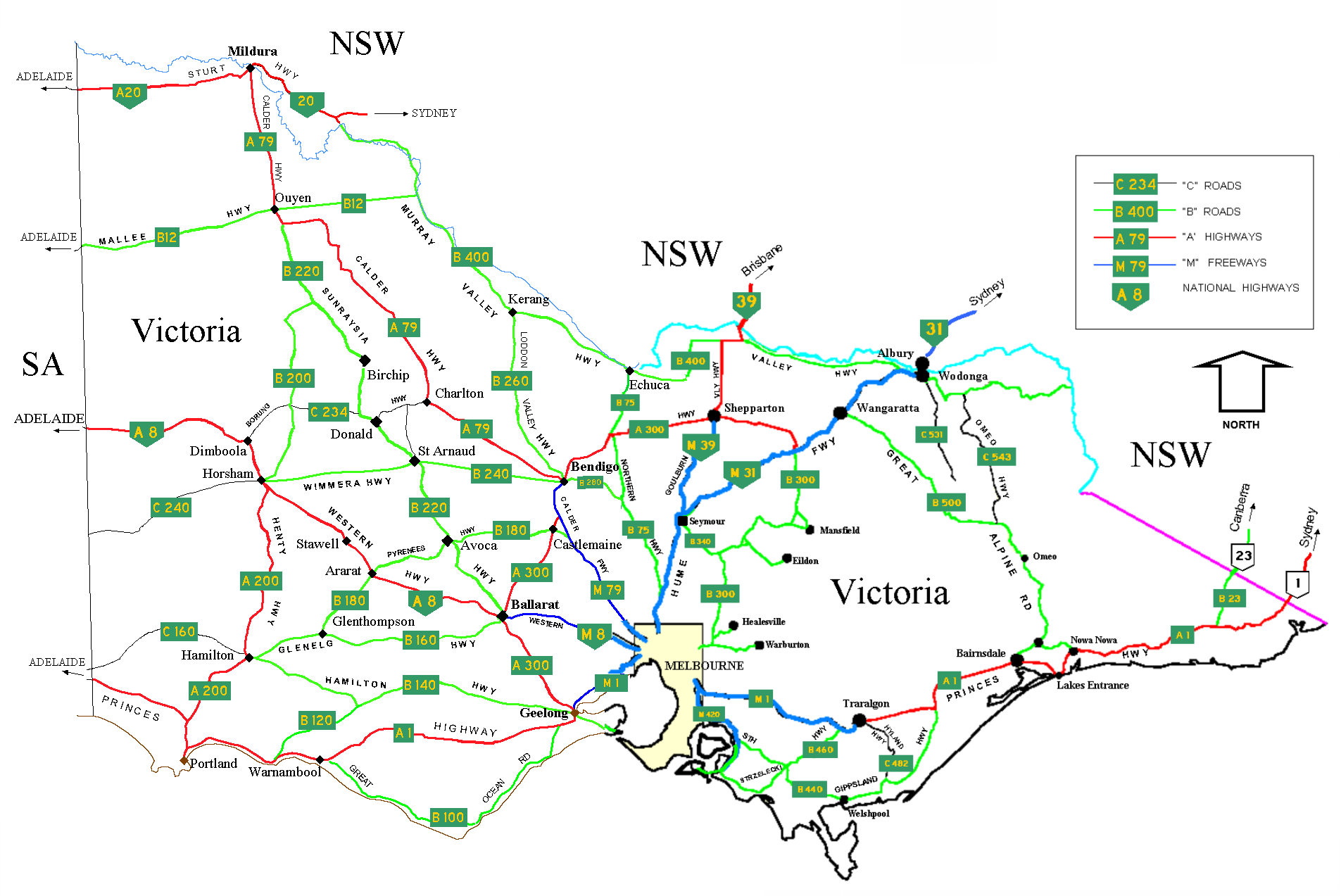
Населені пункти й мережа шляхів Вікторії

Північний кордон Вікторії проходить південним берегом річки Муррей, а також південним схилом Великого вододільного хребта, що тягнеться вздовж східного узбережжя і закінчується на захід від Балларета. Штат межує з Південною Австралією на заході і має найкоротший в Австралії сухопутний кордон із Тасманією. Офіційний кордон між Вікторією й Тасманією проходить упродовж 85 метрів 39° 12' південної широти через острівець Боундарі Айслет у Бассовій протоці. Вікторія включає безліч топографічно, геологічно та кліматично різних областей, починаючи від вологого помірного клімату Джипсленду на південному сході та закінчуючи засніженими районами Австралійських Альп, які підіймаються майже до 2000 метрів, з найвищою точкою горою Богонг (1986 м). Є також великі напівпосушливі рівнини на заході та північному заході.
У Вікторії є широка річкова мережа. Найбільше значення має система річки Муррей. Серед інших річок: Овенс, Гоулберн, Кінг, Кемпасп, Лоддон, Віммера, Барвон, Томсон, Снові-Рівер, Латроб, Ярра, Марібірнонг, Мітта-Мітта, Гопкінс, Меррі та Кієва.

### Клімат
Незважаючи на невеликий розмір території клімат Вікторії різноманітний. Він варіюється від напівпустельного і спекотного на північному заході до помірного та прохолодного вздовж узбережжя. Великий вододільний хребет забезпечує більш прохолодним гірським кліматом центр штату.
Розташовуючись на південному краю континенту, Вікторія має більш прохолодний і вологий клімат, ніж решта материкових штатів і територій Австралії. Прибережна рівнина на південь від Великого вододільного хребта має найбільш м'який клімат. Повітряні маси Південного океану нівелюють спеку влітку й холод взимку. Мельбурн та інші великі міста розташовані у цьому помірному регіоні.
Моллі та верхня Віммера є найтеплішими регіонами Вікторії, де дмуть гарячі вітри з найближчих пустель. Середні температури коливаються від 30 градусів за Цельсієм влітку до 15 градусів взимку. Максимальна температура у Вікторії була зафіксована у Хоуптауні 7 лютого 2009 року і склала 48,8 градусів за Цельсієм.
Найхолоднішою частиною Вікторії є Вікторіанські Альпи на північному сході. Альпи є частиною гірської системи Великого вододільного хребта, що простягнулась через всю територію штату зі сходу на захід. Середні температури взимку менше за 9 градусів та нижче нуля у найвищих місцях. Мінімальну температуру в штаті мінус 17,7 градуса було зафіксовано 13 червня 1965 року в Оуміоу та 3 липня 1970 року у Фолс Крік.

#### Опади
Вікторія є другим за кількістю опадів штатом Австралії після Тасманії. Кількість опадів у Вікторії зростає з півночі на південь, найвологішими є райони з максимальною висотою над рівнем моря. Середній річний рівень перевищує 1 800 міліметрів у деяких районах на північному сході, але менше 250 міліметрів у Моллі.
Найбільше опадів випадає у Національному парку Отвей та Гіппсленді на півдні Вікторії, а також у гірській північно-східній частині. Сніг зазвичай випадає лише у горах та на пагорбах у центрі штату. Найчастіше дощі йдуть взимку, але влітку рівень опадів вищий. Найбільш регулярні дощі у Гіппсленді та Західному районі, що робить їх основними сільськогосподарськими регіонами. Максимальний денний рівень опадів у Вікторії було зафіксовано 22 березня 1983 року у Тейнібріні у Національному парку Отвей, він склав 375 міліметрів.

Середні температури та випадіння опадів у Вікторії
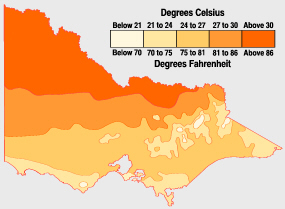
Середні температури січня: На півночі Вікторії завжди тепліше, ніж на узбережжі й у гірських районах.
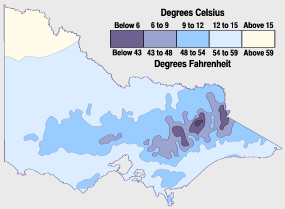
Середні температури липня: У горах Вікторії найбільш холодно взимку. Сніг також випадає лише у цих районах.
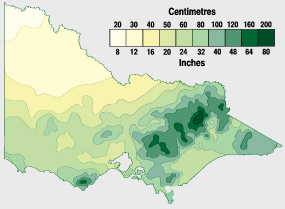
Середній річний рівень опадів: Найбільший обсяг опадів припадає на гірський північний схід та узбережжя.

| Джерело: Бюро метеорології, Департамент промисловості, Австралійський атлас природних ресурсів |

## Історія
Після заснування колонії Новий Південний Уельс у 1788 році Австралія була розділена на східну частину, що мала назву Новий Південний Уельс, й на західну під назвою Нова Голландія. Перше європейське поселення на території нинішньої Вікторії — Салліван Бей — було засновано 1803 року віце-губернатором Девідом Коллінсом у затоці Порт-Філіп. Поселенці у кількості 308 каторжників, 51 матроса, 17 вільних переселенців, 12 цивільних службовців, місіонера та його дружини були направлені з Англії на кораблі Калькутта під командуванням капітана Даніеля Вудріффа в основному через острах, що французи, які досліджували цей район, можуть заснувати своє власне поселення й тим самим зазіхнуть на права Великої Британії на континент.
Наступним поселенням став Портленд на західному узбережжі штату. Мельбурн було засновано 1835 року Джоном Бетманом.
Регіон навколо Мельбурна називався Округ Порт-Філіп і мав статус частини Нового Південного Уельсу з окремим управлінням. У 1851 році Велика Британія відокремила цей регіон від Нового Південного Уельсу, утворивши нову колонію Вікторія.
У 1851 році було знайдено золото поблизу міста Балларет, а потім поблизу міста Бендіго. Пізніше золото також було знайдено у багатьох інших районах колонії. Це спричинило золоту лихоманку. Колонія швидко зростала як за кількістю жителів, так і за економічним значенням. Упродовж 10 років населення Вікторії зросло у 7 разів з 76 тисяч до 540 тисяч чоловік. Упродовж 1851—1860 років у Вікторії було видобуто 20 мільйонів унцій золота, що склало одну третину світового видобутку.
Іммігранти з усього світу, особливо з Ірландії та Китаю, приїжджали на пошуки золота. Безліч китайських гірників працювали у Вікторії, в основному у Бендіго й околицях. Хоча щодо них були певні расистські прояви, це не досягало такого масштабу, як антикитайське насилля в ході повстання Лембінг Флет у штаті Новий Південний Уельс. Тим не менше, 1857 року мало місце повстання у долині Бакленд поблизу міста Брайт. Умови життя на золотих копальнях були спартанськими й антисанітарними. Спалах тифу в долині Бакленд у 1854 році забрав життя тисячі гірників.
У 1854 році в Баллареті відбулось збройне повстання гірників, які протестували проти податку на видобуток. Його було придушено британськими військами, однак невдоволення спонукало владу до реформування управління (зокрема, були знижені ненависні податки на видобуток) та розширення самостійності колонії. Невдовзі імперський парламент шляхом ухвали Закону про Колонію Вікторія 1855 року надав Вікторії право мати самостійний уряд. Дехто з лідерів повстання став членом парламенту Вікторії.
Першими воєнними діями колонії Вікторія на іноземній території були направлення військ і флоту до Нової Зеландії для участі у війнах з маорі. Війська Нового Південного Уельсу раніше вже брали участь у Кримській війні.
У 1901 році штат Вікторія увійшов до складу Австралійського Союзу. В результаті золотої лихоманки Мельбурн став фінансовим центром Австралії та Нової Зеландії. З 1901 до 1927 року, поки тривало будівництво Канберри, Мельбурн залишався столицею країни. У ці часи він був найбільшим за населенням містом Австралії і другим (після Лондона) у Британській імперії. Хоча Мельбурн зберігає роль важливого і впливового фінансового центра, де розташовані штаб-квартири багатьох австралійських та міжнародних компаній, у 1970-ті й 1980-ті роки його поступово обійшов Сідней за значимістю.
У суботу 7 лютого 2009 року («Чорна субота») на штат обрушились лісові пожежі, що забрали як мінімум 180 життів.

## Політичний устрій

### Конституція
Чинна Конституція Вікторії ухвалена 1975 року на базі колоніальної конституції 1855 року. Нині зміни та доповнення до Конституції можуть вноситись парламентом, однак у стадії обговорення перебуває поправка, що передбачає обов'язкове проведення референдуму під час внесення до Конституції змін.

### Парламент
Законодавча влада у Вікторії належить парламенту, який складається з двох палат: Законодавча асамблея (нижня палата) і Законодавча рада (верхня палата).
88 членів Законодавчої асамблеї обираються на чотирирічний термін за одномандатними округам.
У листопаді 2006 року вибори до Законодавчої ради були проведені за новою пропорційною системою. Штат було розділено на 8 багатомандатних округів, від кожного з яких обиралось по п'ять сенаторів з використанням одного голосу, що віддавався за кількох кандидатів. Кількість членів верхньої палати була зменшена з 44 до 40, а термін їхніх повноважень — 4 роки — приведено у відповідність із терміном повноважень депутатів нижньої палати. Вибори до парламенту штату тепер фіксовані і проводяться в листопаді кожні 4 роки. До 2006 року Законодавча рада складалась із 44 представників, що обирались на 8-річний термін від 22 двомандатних виборчих округів.

### Прем'єр-міністр і кабінет
Прем'єр-міністром (главою уряду) Вікторії є лідер політичної партії або коаліції, що має більшість місць у Законодавчій асамблеї. Кабінет формується з числа депутатів двох палат парламенту. Кабінет здійснює управління у сферах, які відповідно до Конституції Австралії не належать до виключної юрисдикції Союзу, таких як освіта, охорона здоров'я, додержання законодавства.

### Губернатор
Виконавча влада належить губернатору штату, який представляє і призначається монархом Великої Британії. Зазвичай цей пост займає видатний громадянин штату, що вийшов у відставку. Губернатор діє за рекомендаціями прем'єр-міністра й кабінету.

### Політичні партії
Провідними політичними партіями Вікторії є ліво-центристська Лейбористська партія Австралії, право-центристська Ліберальна партія Австралії і аграрна Національна партія Австралії. Традиційно лейбористи сильніші у робітничих центральних, західних та північних районах Мельбурна, містах Морвелл, Балларет, Бендіго та Джилонг. Ліберали користуються найбільшою підтримкою у багатших східних та приміських районах Мельбурна, а також у деяких сільських та регіональних центрах. Націоналісти спираються на північно-західні та східні сільські райони штату. Лейбористський уряд колишнього прем'єр-міністра Стіва Брекса перебував у владі з 1999 року до 2010 року. З 2010 року у владі — уряд лібералів.
Після виборів 2006 року баланс влади у Законодавчій асамблеї знаходиться в руках Австралійської партії зелених. Це означає, що об'єднуючись з депутатами від ліберальної та національної партій зелені можуть блокувати урядові законодавчі ініціативи.
27 листопада 2010 року у штаті відбулись чергові вибори, в результаті яких з мінімальною перевагою перемогу здобула партія лібералів. Лідеру лібералів Едварду («Теду») Бейллью доручено сформувати новий уряд штату.

### Федеральне представництво
Вікторіанці обирають 49 депутатів до Парламенту Австралії, включаючи 37 членів Палати представників і 12 членів Сенату. Після виборів 2007 року лейбористська партія здобула 21 місце Вікторії у палаті, ліберали 14 і націоналисти 2. Станом на 1 липня 2008 року ліберали мали 6 місць у сенаті, лейбористи — 5, і одне місце — партія «Родина передусім».

### Територіальний поділ
З метою місцевого самоврядування територію Вікторії поділено на 79 муніципалітетів, включаючи 39 графств, 32 міста, 7 сільських міст й 1 боро. Ради муніципалітетів виконують функції, делеговані їм парламентом Вікторії, наприклад, міське планування, дорожня інфраструктура, вивезення сміття тощо. Бюджети рад формуються в основному за рахунок податку на майно й урядових грантів.

## Населення
За даними перепису 2006 року населення Вікторії становило 4 932 923 чоловіки, приріст у порівнянні з 1996 роком склав 6,2 %. За оцінкою на кінець 2009 року населення штату становило 5 496,4 тисячі чоловік, річний приріст склав 2,1 %.
Англосаксонське населення, що заснувало Вікторію, було доповнено наступними хвилями емігрантів з Південної та Східної Європи, Південно-Східної Азії та, зовсім нещодавно, з півострова Сомалі та з Близького Сходу. Вікова структура населення Вікторії відповідає віковій структурі населення Австралії.
Понад 70 % вікторіанців (порядку 3,9 мільйона чоловік) проживають у Мельбурні. Інші крупні міські центри: Джилонг, Балларет, Бендіго, Шепетен, Мілдьюра, Воррнембул.
Вікторія є найбільш урбанізованим штатом Австралії. Близько 90 % населення проживає у містах. Прагнучи децентралізувати населення, уряд штату з 2003 року проводить офіційну кампанію із залучення вікторіанців до сільських районів. Попри це Мельбурн продовжує серйозно випереджати сільські райони за темпами зростання населення.

### Релігія
Близько 60,5 % вікторіанців вважають себе християнами. Католики утворюють найбільшу релігійну групу (27,5 % населення штату). За ними слідують англіканці й уніати. Чисельність буддистів, найбільшої й такої, що швидко зростає, нехристиянської релігійної групи штату, становить 132 634 чоловік. Також у Вікторії проживають 109 370 мусульман і 41 105 юдеїв. Близько 20 % вікторіанців не долучають себе до жодної з релігій, й навіть серед тих, хто визначив свою релігійну приналежність, рівень відвідування церкви низький. У 2008 році доля молодих, що обрали церковний обряд укладення шлюбу, впала до 36 %.

### Міста

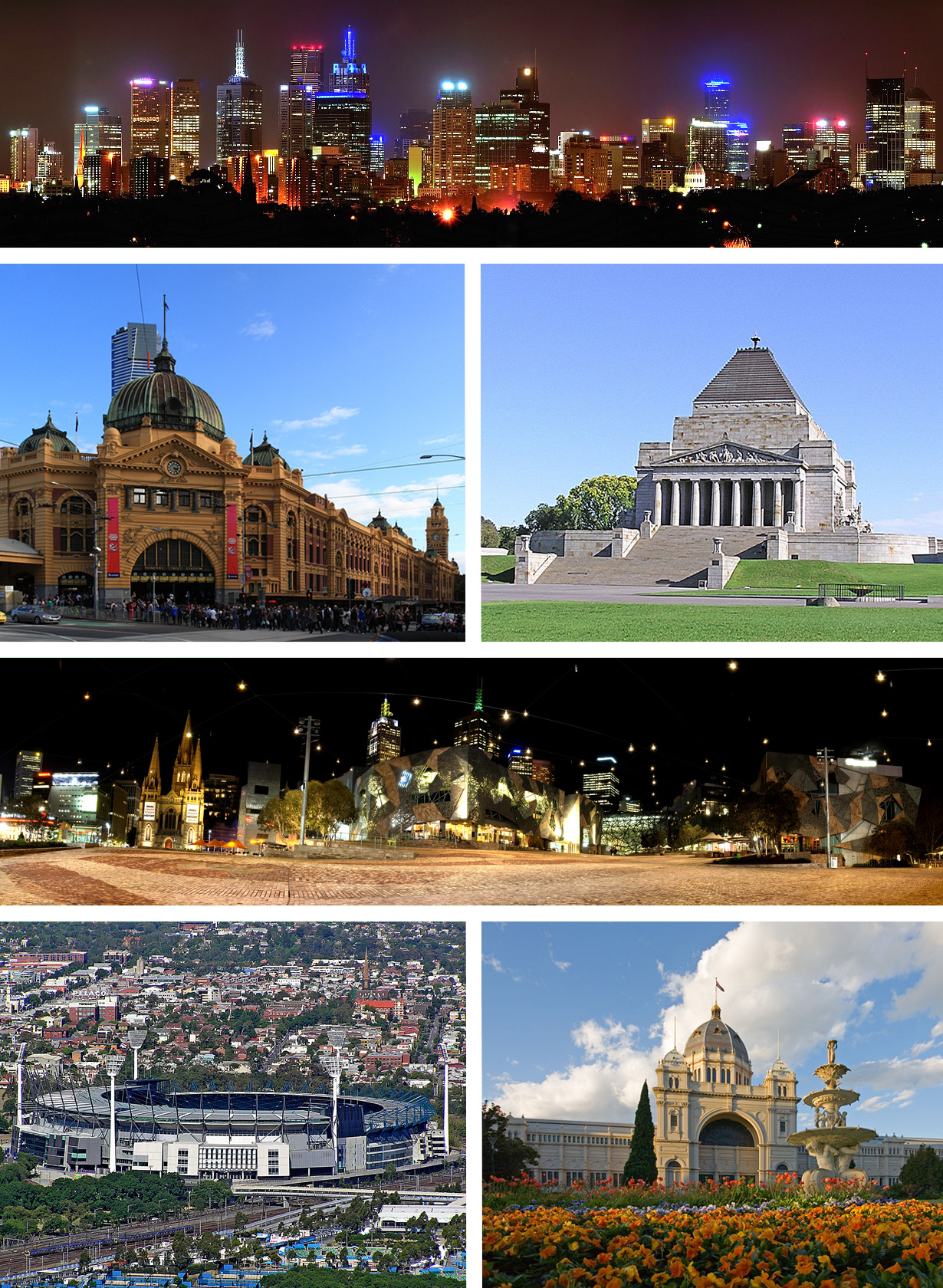
Мельбурн

Мельбурн — друге за розмірами місто Австралії (у місті сконцентровано 3/4 населення штату), столиця штату. Місто виникло на берегах бухти Порт-Філіпп як головний центр експорту сільськогосподарської продукції штату, головним чином вовни. З 1901 по 1927 рік місто слугувало столицею Австралійського Союзу. Найшвидшого зростання місто зазнало під час «золотої лихоманки», тоді воно слугувало брамою для усіх, хто приїздив до континенту в пошуках власної долі. Діловий центр міста розташований поблизу моря; у центральній частині міста велика кількість парків; навколо центра спальні райони; у передмісті котеджні містечка. Вулиці широкі довгі й прямі, Коллінз-стріт вважається найкращою вулицею країни. Головною окрасою міста слугує Мельбурнський ботанічний сад, відомий на увесь світ рідкісною колекцією рослин та науковими дослідженнями. Промисловість міста представлена нафтохімічною та хімічною (виготовлення мінеральних добрив) галузями, важким машинобудуванням, виготовленням сільськогосподарських машин, легкою та харчовою галузями. У місті працює 3 університети, Технологічний інститут, Інститут суспільних справ, консерваторія, музей сучасного мистецтва та дизайну, етнографічний музей, картинна галерея, ряд театрів.
Міста (виділені жирним написом) та інші населені пункти з населенням понад 10 тисяч осіб:
| №  | Місто      | Населення, осіб (2006) |
| -- | ---------- | ---------------------- |
| 1  | Мельбурн   | 3592590                |
| 2  | Джилонг    | 137220                 |
| 3  | Балларат   | 78221                  |
| 4  | Бендіго    | 76051                  |
| 5  | Шеппартон  | 38773                  |
| 6  | Мілд'юра   | 30016                  |
| 7  | Водонга    | 29710                  |
| 8  | Воррнамбул | 28150                  |
| 9  | Траралгон  | 21960                  |
| 10 | Вангаратта | 16845                  |
| 11 | Мое        | 15582                  |
| 12 | Оушен-Гров | 14345                  |
| 13 | Горшем     | 14125                  |
| 14 | Морвелл    | 13399                  |
| 15 | Сейл       | 13336                  |
| 16 | Бахус-Марш | 13261                  |
| 17 | Ехука      | 12358                  |
| 18 | Воррагул   | 11498                  |
| 19 | Бернсдейл  | 11282                  |
| 20 | Колак      | 10857                  |
| 21 | Лара       | 10525                  |
| 22 | Дрісдейл   | 10217                  |

## Економіка
Вікторія є другим за економічним значенням штатом Австралії після Нового Південного Уельсу, на її долю припадає чверть ВВП країни. У 2004 році ВВП штату склав 222 мільярди австралійських доларів, ВВП на душу населення — 44 443 австралійських долари. Економічне зростання у Вікторії 2004 року склало 3,4 %, що було менше середнього по країні рівня 5,2 %.
Фінанси, страхування й операції з нерухомістю формують найбільший сектор економіки Вікторії, тоді як сфера послуг є найбільшим роботодавцем. В результаті скорочення робочих місць у промисловому секторі рівень безробіття у Вікторії станом на вересень 2009 року був найбільшим серед штатів Австралії.

### Економічний спад 1990-х років
Вікторія відчула спад економіки у 1989—1992 роках за часів прем'єрства Джона Кейна. Серед причин називаються падіння ринку нерухомості, зменшення держпідтримки промисловості, а також низка банкрутств гігантів індустрії, таких як Будівельна спілка Піраміда, й розпад Державного банку Вікторії, зокрема, його торговельного банку Триконтенентал. Результатом стало скорочення робочих місць та відтік населення до Нового Південного Уельса і Квінсленда.
З середини до кінця 1990-х років уряд штату Вікторія під керівництвом прем'єра Джеффа Кеннетта (Ліберальна партія Австралії) вживав спроб переломити цю тенденцію шляхом масованого урізання державних видатків, скорочення державного сектора економіки й одночасного розгортання нового громадського будівництва, в основному сконцентрованих навколо столиці штату Мельбурна. Серед об'єктів, що зводились, були Мельбурнський музей, Площа Федерації, Мельбурнський центр виставок та з'їздів, що отримав прізвисько «Сарай Джеффа», казино Корона, платні автошляхи СітіЛінк. Ці заходи супроводжувались продажем державних активів, включаючи Державну електричну комісію й низку державних шкіл, урізанням державних послуг і рекламною кампанією Мельбурна, спрямованою як на залучення постійних жителів, так і туристів.
Уряд прем'єра Стіва Брекса (Лейбористська партія Австралії) робив меншу ставку на капітальне будівництво й більше розвивав державні послуги. Рівень зростання населення нині перевищує середній по країні.

### Сільське господарство
У 2003—2004 роках загальний обсяг сільськогосподарського виробництва Вікторії зріс на 17 % й досягнув 8,7 мільярдів доларів. Це склало 24 % національного сільськогосподарського виробництва. Станом на 2004 рік 32 463 ферми займали близько 136 000 квадратних кілометрів вікторіанської землі. Це становило понад 60 % земель штату. Вікторіанські ферми варіюються від дрібних скотарських господарств до крупних промислових виробників зерна й худоби. Близько чверті ферм вирощують промислові культури.
Понад 26 000 км² фермерської землі Вікторії відведено під посіви зернових, в основному на заході штату. Понад 50 % цієї площі займає пшениця, 33 % ячмінь і 7 % овес. Ще 6000 квадратних кілометрів відведено під кормові культури. У сезон 2003—2004 років вікторіанські фермери виростили понад 3 мільйони тонн пшениці та 2 мільйони тонн ячменю. У штаті також вирощується більше половини австралійського тютюну. На Вікторію припадає близько 90 % австралійського врожаю груш і третина врожаю яблук. Штат є лідером у виробництві кісточкових. Основні овочеві культури включають спаржу, броколі, моркву, картоплю й помідори.
На 10 % вікторіанських ферм випасаються понад 14 мільйонів овець та 5 мільйонів ягнят, в основному на півночі й на заході штату. У 2004 році близько 10 мільйонів ягнят і овець було забито для місцевого вжитку й експорту. Вікторія також експортує живих овець на Близький Схід на м'ясо й у решту країн для розведення. Настриг вовни становить 108 000 тонн на рік (одна п'ята австралійського виробництва).
Вікторія є австралійським центром молочного тваринництва. У штаті утримується 60 % австралійського поголів'я молочної худоби, на яке припадає близько двох третин національного виробництва молока, майже 6,4 мільйони літрів на рік. У штаті також є 2,4 мільйона голів м'ясної крупної рогатої худоби, щороку забивається 2,2 мільйони корів і телят. У сезон 2003—2004 років галузь аквакультури й рибальства Вікторії виробила 11 634 тонн морепродуктів вартістю 109 мільйонів доларів. Абалон є основним продуктом вилову, що приніс 46 мільйонів доларів. Далі йдуть лобстери вартістю 13,7 мільйонів доларів. Основна їх частина експортується до Азії.

### Промисловість

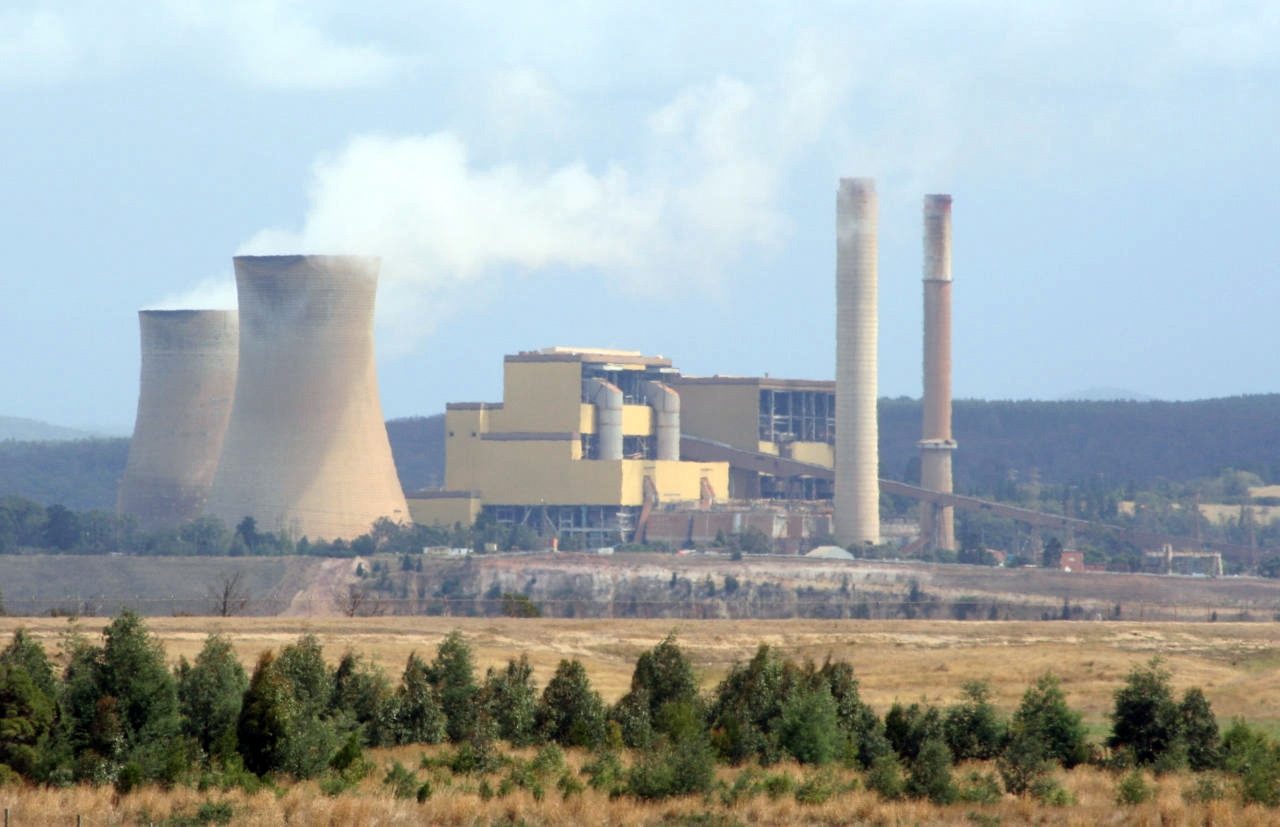
Електростація Ялльорн у долині Латроуб

Основною галуззю промисловості є виробництво машин та обладнання, потім ідуть харчова промисловість, видобуток нафти й вугілля, хімічна промисловість. У промисловості Вікторії зайнято 318 тисяч робітників, що відповідає 15 % робочої сили штату. За обсягами промислового виробництва штат лише несуттєво відстає від Нового Південного Уельсу.
Найбільшими промисловими підприємствами є заводи зі збирання автомобілів Форд, Тойота й Голден, алюмінієві комбінати Алкоа у Портленді та Поїнт Хенрі, нафтопереробні заводи у Джилонгу й Алтона, нафтохімічний комбінат у Лейвертоні.
Вікторія також відіграє важливу роль в оборонній промисловості. Найважливішими її центрами є Мельбурн і Джилонг. Виробництво електроенергії сприяє промисловому зростанню у долині Латроуб.

### Видобувна галузь
Видобуток корисних копалин приносить ВВП штату понад 3 млрд доларів, що становить порядку 1 %. Число зайнятих менше 1 % робочої сили. Основою видобутку є енергоносії. На буре вугілля, нафту й газ припадає близько 90 % місцевого видобутку. Видобуток нафти й газу зосереджено вздовж узбережжя Гіппсленду на сході штату. Видобуток бурого вугілля й виробництво електроенергії базується у долині Латроб.
У 2005—2006 фінансовому році середній видобуток газу становив понад 20 мільйонів кубічних метрів на день, що було еквівалентно 18 % загального національного продажу газу, при цьому попит зростає на 2 % на рік.
У 1985 році вийшов на пік видобуток нафти в офшорному басейні Гоппсленд, склав у середньому 450 тисяч барелів на день. До 2005—2006 років середній видобуток впав до 83 тисяч барелів на день, але попри це на Вікторію все ще припадає порядку 19,5 % австралійського видобутку нафти.
Буре вугілля є основною корисною копалиною Вікторії. Щороку видобувається 66 мільйонів тонн. Вугілля використовується для вироблення електроенергії у долині Латроб. Регіон має найбільші у світі відомі запаси бурого вугілля.
Історично штат був центром австралійської золотої лихоманки, однак на сьогоднішній день на долю Вікторії припадає менше 1 % національного видобутку золота. У Вікторії у необмеженій кількості також видобувається гіпс і каолініт.

### Сфера послуг
Сфера послуг є сектором економіки Вікторії, що швидко зростає. Вона включає широкий спектр діяльності, що зазвичай поділяється на громадські, соціальні та особисті послуги; фінансові, страхові і пов'язані з нерухомістю послуги; урядові послуги; транспорт і комунікації; оптова й роздрібна торгівля. Більшість підприємств сфери послуг розташовані у Мельбурні та у крупних регіональних центрах штату.
У 2004—2005 фінансовому році у сфері послуг було зайнято три чверті працівників й вона принесла три чверті ВВП штату. Фінансові, страхові та пов'язані з нерухомістю послуги роблять більший внесок до ВВП, ніж будь-який інший сектор економіки штату. Більше чверті працівників зайнято у секторі громадських, соціальних та особистих послуг.

#### Транспорт

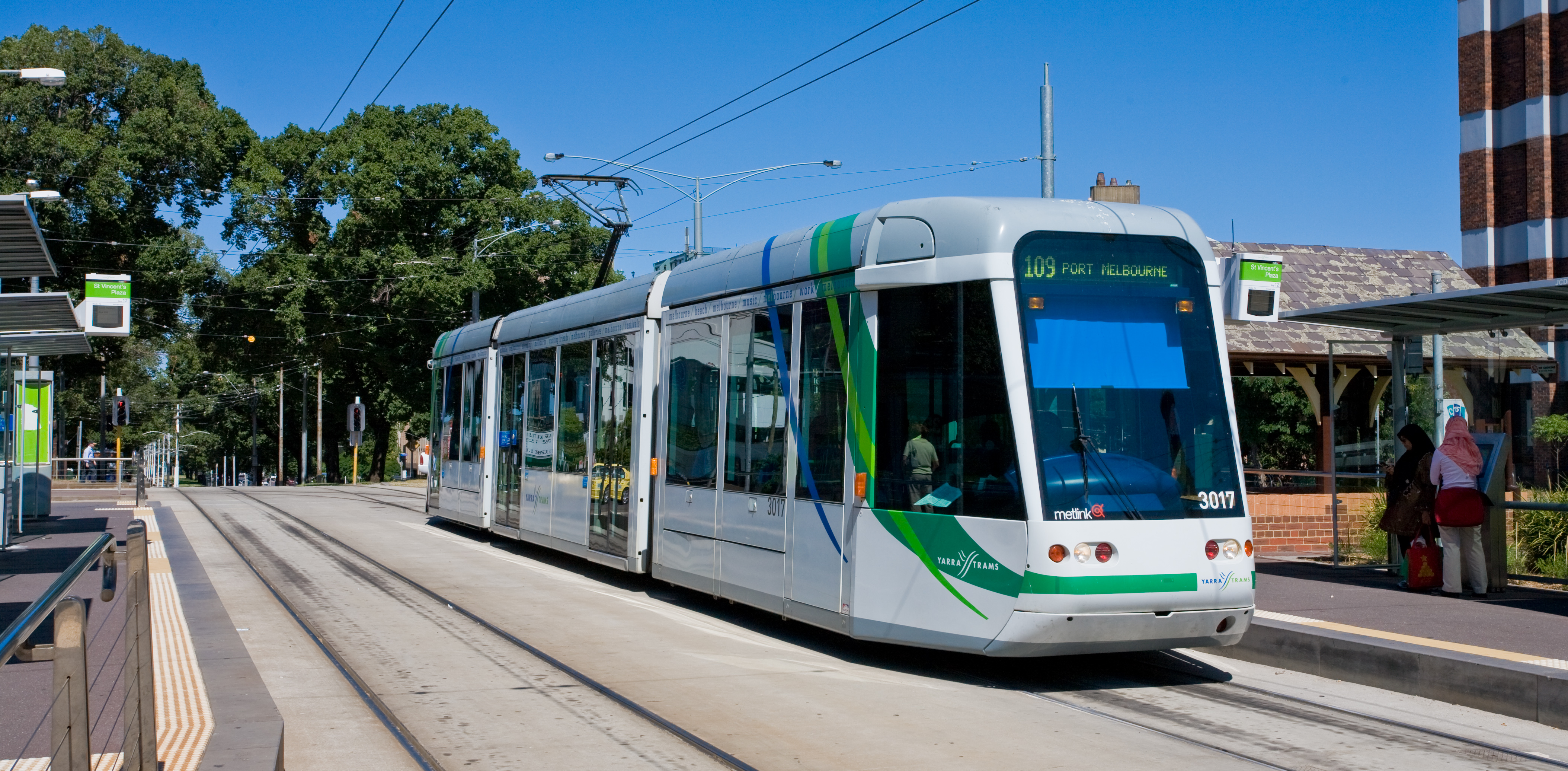
Трамвай у Мельбурні

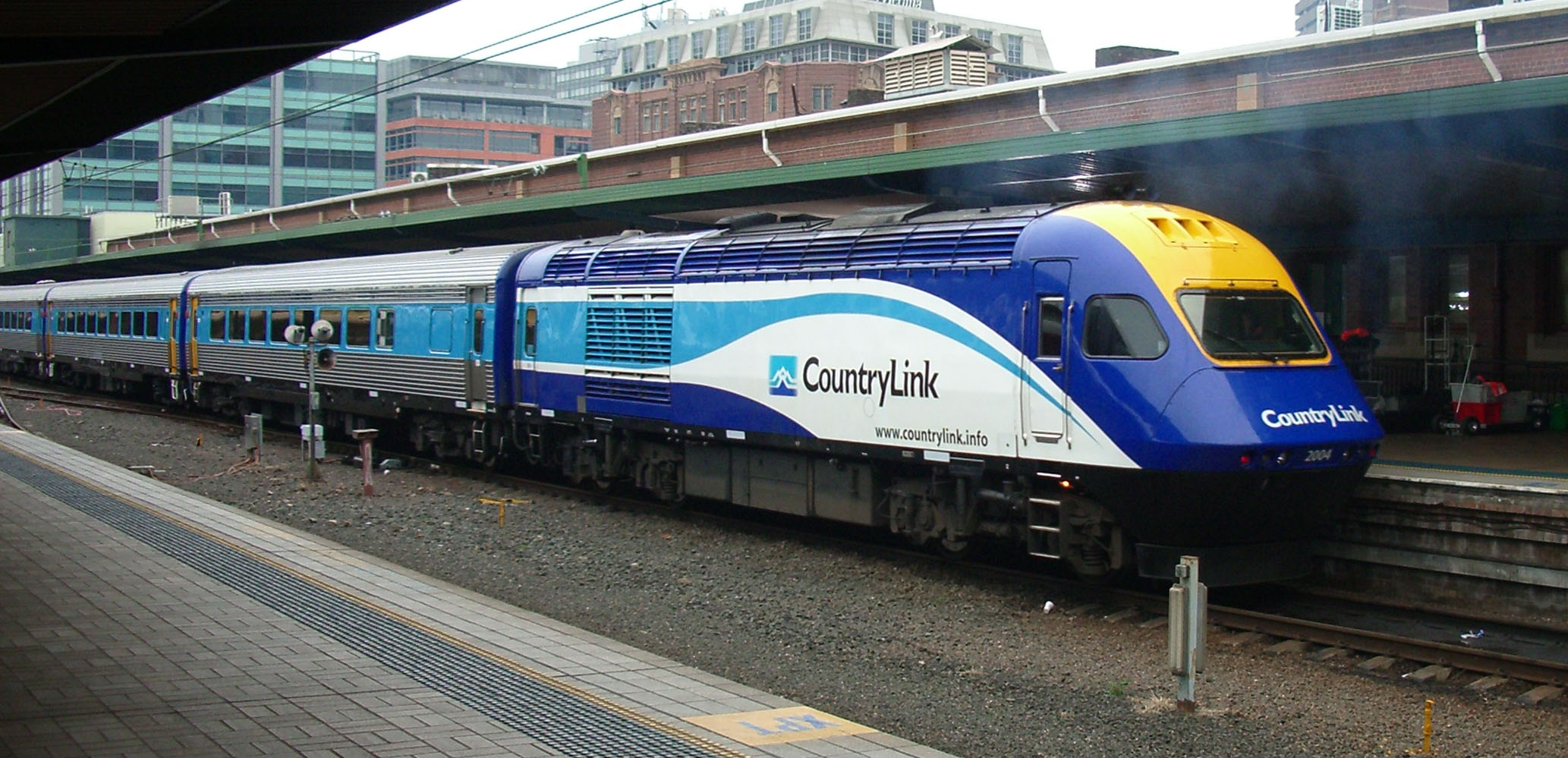
КантріЛінк, міжміський потяг, що двічі на день курсує з Мельбурна до Сіднея

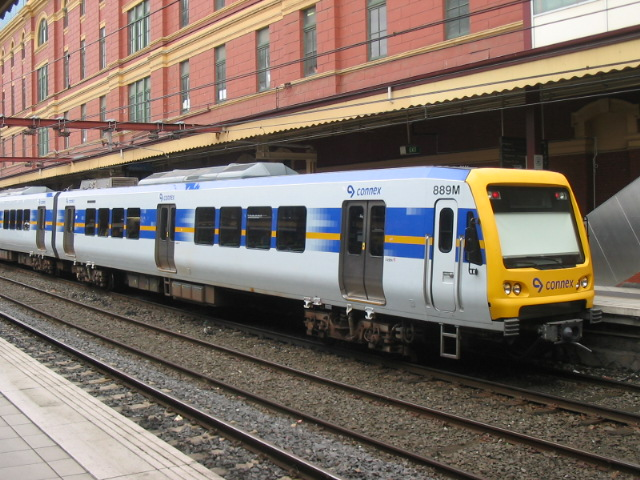
ІксТраполіс, міський потяг у Мельбурні

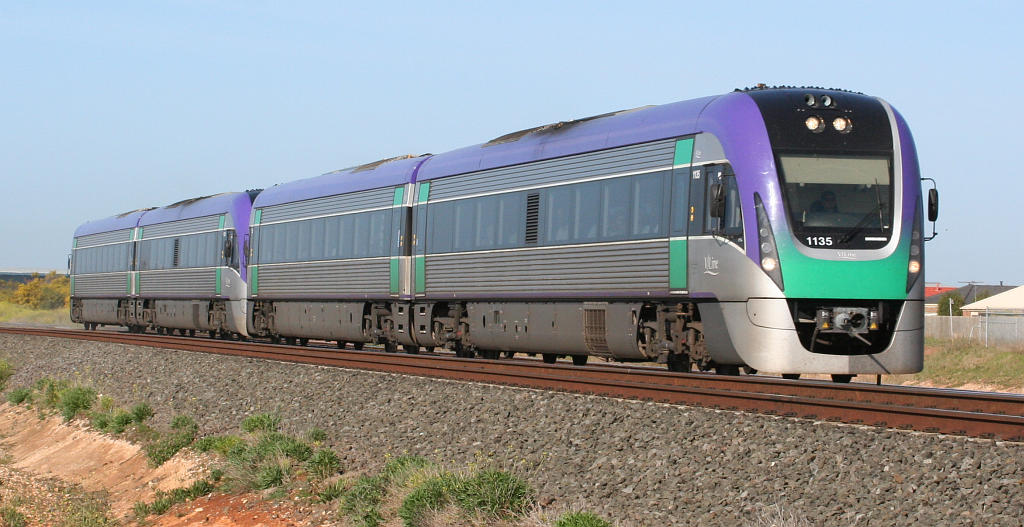
Міжміський потяг державної компанії Ві/Лайн

Вікторія — найбільш густонаселений штат Австралії. Демографічні центри розподілено здебільшого територією штату. Тільки далекий північний захід і Австралійські Альпи мають малу кількість населених пунктів.
Вікторіанська мережа шляхів пов'язує між собою населені пункти. Автостради променями розходяться з Мельбурна, інших найбільших міст та регіональних центрів, а другорядні дороги пов'язують автостради між собою. Більшість автострад збудовано за сучасними стандартами, решта доріг, як правило, з твердим покриттям та прийнятної якості.
Залізничні перевезення у Вікторії здійснюються кількома приватними й державними операторами інфраструктурою, що належить державі. Найбільші оператори: Метро Трейнс Мельбурн, що здійснює перевезення електрифікованими лініями в Мельбурні та передмістях; Ві/Лайн, що належить уряду Вікторії і здійснює перевезення до крупних регіональних центрів й далекі перевезення у інших напрямках; вантажні перевізники Pacific National, CFCLA, El Zorro; Great Southern Railway, що здійснюють перевезення лінією Мельбурн — Аделаїда; Кантрі-Лінк — на маршруті Мельбурн — Сідней.
Також працюють кілька невеликих вантажних операторів й низка туристичних залізниць на лініях, які колись були частиною державної мережі. Вікторіанські залізниці, в основному мають широку колію 1600 міліметрів. Однак міжштатові магістральні лінії й кілька відгалужень на заході штату були переведені на стандартну колію 1435 міліметрів. Дві туристичні залізниці, що є рештками п'яти колишніх державних ліній, побудованих у гірських районах, мають вузьку колію 762 міліметри.
Мельбурн має найбільшу у світі трамвайну мережу, якою керує компанія Ярра Трамс. Окрім того, що трамваї є популярним видом громадського транспорту, за останні десятиліття вони стали однією з основних туристичних пам'яток Мельбурна. Є також туристичні трамваї, що курсують частиною колишніх трамвайних систем Балларета й Бендіго. Є також трамвайні музеї у Байлендсі та Хеддоні.
Аеропорт Мельбурн є основним внутрішнім та міжнародним аеропортом штату. Аеропорт Авалон є другим за значимістю. Окрім того, повітряні перевезення Мельбурна здійснюються через аеропорт Іссендон та аеропорт Мураббін. Інші аеропорти штату, що здійснюють регулярні внутрішні перевезення: аеропорт Гамільтон, аеропорт Мілд'юра, аеропорт Маунт Готем і аеропорт Портленд. З решти 27 аеропортів штату регулярні рейси не здійснюються.
Мельбурнський морський порт є найбільшим портом Австралії, обробляє контейнери та генеральні вантажі. Розташований у Мельбурні, в гирлі річки Ярра у затоці Порт-Філіпп. Також морські порти є у затоці Західний Порт, Джилонгу й Портленді.

### Галузі інфраструктури

#### Електроенергетика
Генерація електроенергії у Вікторії в основному здійснюється на електростанціях, що працюють на бурому вугіллі, зокрема, у долині Латроуб.

#### Водопостачання
Інфраструктура водопостачання Вікторії включає низку дамб і водосховищ, розташованих переважно у центральній частині штату, які збирають та зберігають воду для більшої частини його території. Вода має високу якість і потребує лише незначного хлорування, що робить її смак схожим на смак дощової води. Однак у деяких регіонах, зокрема, на заході штату, рівень хлорування набагато вищий.
Система водопостачання Вікторії нині зв'язується у єдину мережу серією трубопроводів для забезпечення її приватизації за рахунок створення ринку води, де вона могла б перетікати між регіонами й інвестори могли б вільно купувати і продавати воду. Ці роботи включають будівництво дистиляційного заводу у Вонтеггі, покликаного забезпечити систему «новою» водою для створення найкращих умов торгівлі нею на приватизованому ринку.

## Освіта

### Початкова й середня освіта
Система початкових державних шкіл Вікторії починає відлік з 1872 року, коли колоніальний уряд проголосив шкільну освіту обов'язковою та безкоштовною. Державні середні школи з'явились у штаті з 1905 року. До цього існували тільки приватні середні школи. На сьогодні шкільна освіта Вікторії складається з семирічного початкового навчання (включаючи 1 підготовчий рік) та шестирічного середнього.
Вікторіанські діти вступають до школи зазвичай у віці 5 або 6 років. Останні роки середньої школи не є обов'язковими для дітей старших за 17 років. Випускники середньої школи отримують атестат про освіту Вікторії і рейтинг, що визначає можливість вступу до університетів (ATAR).
Школи у Вікторії можуть бути як державними, так і приватними. Державні школи фінансуються та управляються безпосередньо Департаментом освіти Вікторії. Учні не платять за навчання, однак можуть сплачувати деякі додаткові витрати. Приватні платні школи включають парафіяльні школи римо-католицької церкви і незалежні школи. Незалежні школи зазвичай пов'язані з протестантськими парафіями. У Вікторії є також кілька приватних юдейських та ісламських початкових і середніх шкіл. Приватні школи також частково фінансуються державою. Всі школи мають відповідати встановленим урядом стандартам освіти. Окрім того, у Вікторії функціонують 4 державні конкурсні школи: Мельбурнська старша школа для хлопчиків, Жіноча старша школа МакРобертсона для дівчат, змішані Старша школа Носсел і Середня школа Вікторіанського коледжу мистецтв. Учні можуть вступити до цих шкіл на підставі конкурсного вступного іспиту.
У Вікторії працює близько 60,2 тисяч вчителів.

### Вища освіта
У Вікторії 9 університетів. Найстаріший з них, Університет Мельбурна, прийняв перших студентів у 1855 році. До найбільшого, Університету Монаша, щороку вступають близько 56 тисяч студентів, більше, ніж до будь-якого іншого університету Австралії. Обидва університети входять до числа найкращих університетів світу. Для вступу необхідно мати високий прохідний бал, складання вступних іспитів для абітурієнтів старшого віку або сплатити за навчання.
У Вікторії також є 18 державних закладів технічної та додаткової освіти (TAFE). Першим закладом додаткової освіти у штаті став Мельбурнський механічний інститут, заснований 1839 року, який нині має назву Мельбурнський Атенеум. Окрім того, понад 1000 освітніх закладів проводять навчання за визнаними TAFE програмами.

### Бібліотеки
Державна бібліотека Вікторії — центральна і найбільша бібліотека штату. Вона відповідає за збирання і збереження документарної спадщини Вікторії, а також забезпечення доступу до нього через спектр різних послуг і програм. Матеріали зібрання включають книги, газети, журнали, манускрипти, карти, картини, об'єкти, звукові та відеозаписи, бази даних.
Окрім того, місцева влада утримує муніципальні бібліотеки, як правило, з безліччю філій у своєму регіоні.

## Пам'ятки

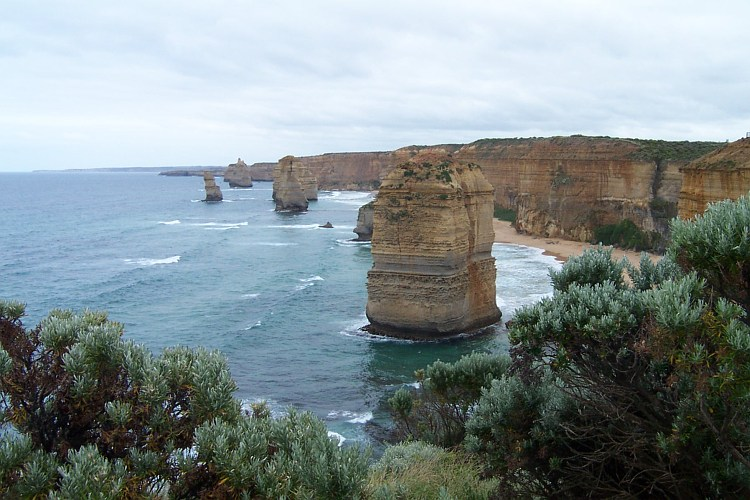
Дванадцять Апостолів

Серед основних туристичних пам'яток Вікторії:
- Мегаполіс Мельбурна, особливо внутрішні міські райони (також надають значні можливості для шопінгу) і пам'ятки міського центру, такі як Казино Корона, Мельбурнський зоопарк, Мельбурнський музей, Мельбурнський акваріум, Королівський ботанічний сад, Наукова фабрика, відкритий зоопарк Веррібі, райони Доклендс, Соуфбенк, Центр мистецтв, Національна галерея Вікторії, Мельбурн Крикет Граунд і Башта Еврика, найвищий хмарочос міста.
- Регіон золотої лихоманки з історичними містами Балларат, Бічвоф, Бендіго, Кеслмейн, Мелдон і Дейлесфорд.
- Природні пам'ятки, такі як Дванадцять Апостолів, Вільсонс-Промонторі, Національний парк Гремпіанс, малі пінгвіни (особливо на острові Філіпа та у районі Сент-Кілда), печери Бачен і озера Гіппсленд.
- Гори Данденонг (особливо залізниця Паффінг Біллі).
- Міста над річкою Муррей, включаючи Ечуку та Мілдьюру, де популярне катання на водних лижах.
- Джилонг і Австралійське міжнародне авіашоу.
- Півострів Белларін з історичними курортними містечками, такими як Квінскліфф.
- Узбережжя Серф-Кост з відомими пляжами, такими як Беллс Біч, Торкі і Лорн.
- Півострів Морнінгтон, відомий своїми винокурнями і усамітненими пляжами, районом Артурс Сіт і курортними містечками Портсі й Сорренто.
- Долина Ярра із заповідником Хілсвілл та винокурнями.
- Велике океанське шосе з Дванадцятьма Апостолами, історичними містами Порт Фейрі й Портленд, скелями й курортними містечками, такими як Лорн.
- Регіон Вікторіанські Альпи, частина Австралійських Альп, популярний лижний курорт.
- Пагорби центральної Вікторії, що надають можливість для занять зимовими видами спорту й піших прогулянок.

Інші популярні туристичні розваги включають польоти на дельтапланах і повітряних кулях та підводне плавання (дайвінг).
Крупні заходи також відіграють велику роль у розвитку туризму у Вікторії, зокрема культурного і спортивного туризму. Більшість із цих заходів сконцентровано навколо Мельбурна, але ряд із них проходить й у регіональних містах, наприклад В8 Суперкар та Австралійський мотоциклетний Гран-прі на острові Філіпа, Великий щорічний стіпельчез у Варрнамбулі, Австралійське міжнародне авіашоу у Джилонгу та безліч місцевих фестивалів, таких як популярні Фольклорний фестиваль у Порт Фейрі, Музичний фестиваль у Квінскліффі, Беллс Біч Серф Класік і Осінній фестиваль у Брайті.

## Спорт

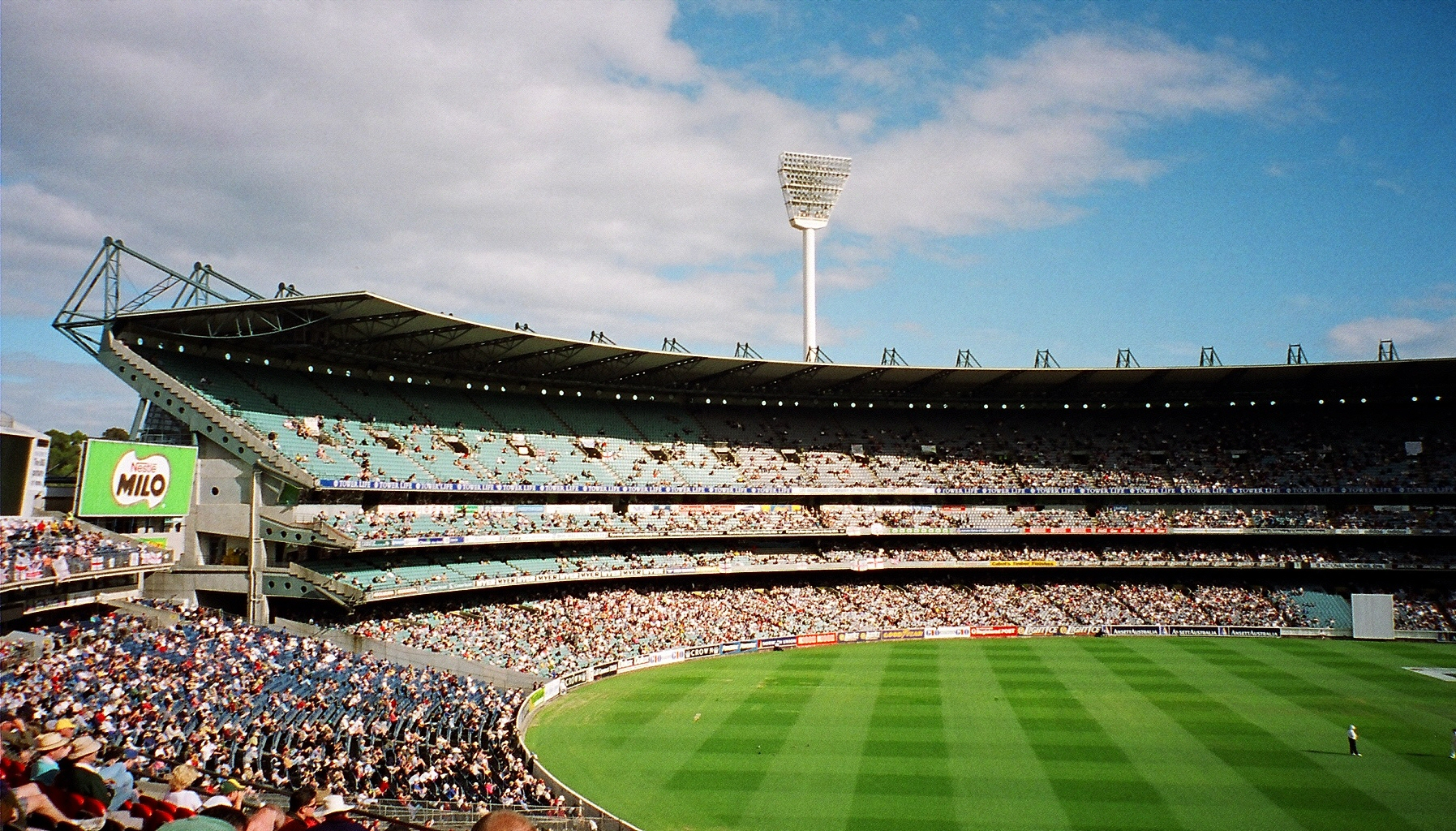
Мельбурн крикет граунд

Великою популярністю у Вікторії користується Австралійський футбол. 10 із 16 клубів Австралійської футбольної ліги базуються у Вікторії. Традиційний Гранд фінал проводиться на Мельбурн Крикет Граунд, зазвичай у останню суботу вересня.
Вікторіанська крикетна команда, Вікторіан Бушрейнджерс, виступає у національній крикетній лізі Шеффілд Шилд. Вікторія представлена у Національній регбійній лізі командою Мельбурн Сторм й у лізі Супер Регбі командою Мельбурн Ребелс (з 2011 року). Вона також представлена у футбольній Ей-Лізі командами Мельбурн Вікторі та Мельбурн Харт (з 2010 року).
У Мельбурні проводились Літні Олімпійські ігри 1956 року, Ігри Співдружності 2006 року, Чемпіонат світу з плавання. Також у Мельбурні щороку проводяться Відкритий чемпіонат Австралії з тенісу у січні, перший з чотирьох тенісних турнірів Великого шолому, і Гран-прі Австралії з автоперегонів у класі Формула-1.
На пляжі Беллс Біч у Вікторії проводиться най триваліший у світі турнір із серфінгу Беллс Біч СерфКласік, що є частиною Світового туру АСП.
Популярністю у Вікторії користується нетбол. Команда Мельбурн Вайксенз представляє Вікторію у Чемпіонаті АНЗ. Низка найкращих нетболісток світу, зокрема Шерелл МакМагон, Ріней Холлайнен, Медісон Браун, Джулі Корлетто та Біанка Чатфілд, є вихідцями з Вікторії.
На острові Філіпа на гоночній трасі Філіп-Айленд проводяться Австралійський мотоциклетний Гран-прі, аналог MotoGP, австралійський етап Чемпіонату світу Супербайк та місцеві перегони В8 Суперкар, які також проводяться на автодромах Сандаун Рейсвей та Вінтон Мотор Рейсвей.
Щороку проводиться найвідоміший в Австралії крос Ставелл Гіфт.
У Вікторії проводиться найбільший у Південній півкулі покерний турнір Оссі Мілліонс.

## Символи штату
- Квітка: Епакріс вдушений
- Тварина: Білячий кускус
- Птах: Lichenostomus melanops cassidix
- Риба: Phyllopteryx taeniolatus
- Мінерал або дорогоцінне каміння: Золото
- Кольори: темно-синій і сріблястий